# 澳門黑沙海灘埋屍案
2021年澳門黑沙海灘埋屍案是指在2021年9月上旬在澳門路氹城一帶和路環黑沙海灘發生的一宗謀殺、肢解屍體和非法埋藏屍體的命案，同時是繼同年5月路氹某酒店換錢黨兇殺案和同年6月發生的大潭山碎屍案後第三宗於同一年發生的同類型案件。一名從事“換錢黨”非法工作的女子被一名36歲中國大陸籍男子殺害，其後將其埋屍在黑沙海灘。

## 案件經過
嫌犯於2021年9月上旬入境澳門進行賭博；2021年9月8日中午，疑犯透過微信向死者訛稱需兌換20萬港元，並相約對方到澳門倫敦人酒店進行交易。死者在進入酒店房間後，嫌犯對其進行搶劫。當死者作出反抗時，嫌犯拿起煙灰缸向著死者頭顱重擊多下。死者失去意識後，嫌犯再死者作出性侵犯，及後劫去死者的20萬港元現金和手提電話。嫌犯確定死者死亡後，曾經短暫前往中國大陸並將死者手機棄掉，之後再返回澳門並透過地產中介租住了北區某單位；同年9月9日嫌犯以行李箱將死者的屍體轉移到上述單位，之後更多次到黑沙海灘進行「踩點」去尋找合適的位置去進行埋屍，而嫌犯更曾經到過超級市場購買平底鑊用作挖洞。

## 破案和拘捕過程
2021年9月9日晚上7時，司警接到一名中國籍男子報案，指其29歲姓彭的女友失蹤，司警隨即展開調查，在於調查初期亦懷疑一名男子是與該案件有關。9月10日晚上約9時，嫌犯攜帶同裝著屍體行李箱乘坐的士前往黑沙海灘進行挖洞和棄屍，完事後更返回酒店娛樂場再賭博。9月11日凌晨1時，司警於中區某賭場酒店大堂截獲嫌犯，經查問嫌犯供稱已殺死女事主，但拒絕透露犯案過程及棄屍地點。警方隨即跟進調查，並啟動嚴重案件犯罪現場勘查程序。

## 調查
2021年9月11日，司警公佈案情，經調查嫌犯因為賭博在輸光所帶來十多萬人民幣賭資後就萌生起犯罪念頭，決定對“換錢黨”進行搶劫。據法醫報告指發現死者的頭顱有兩處，約長四厘米的挫裂傷，而確實死因仍有待解剖後作進一步確定。警方又指，經對酒店房間作出技術勘查後，發現房間內多處有大量血痕，確定酒店房間為第一案發現場。司警又相信嫌犯對死者施以性侵時死者仍未死亡，不排除死者最終是因失血過多致死；又補充在黑沙埋屍的地洞約1.5米深，警方所挖出為完整屍體。司警並且透露該名嫌犯曾經在中國大陸境內有搶劫的犯罪前科，案件仍待進一步調查。

## 審判
2024年6月，終審法院對案件維持原判，疑兇被判處29年徒刑並不獲減刑。合議庭指出，疑兇的犯罪故意程度極高並對死者施以暴力，使死者產生痛楚及受傷昏迷，從而奪去屬於死者的250000港元據為己有。此外，疑兇在殺死死者後反映出其手段極為殘忍及冷酷無情，顯示其對他人生命的極端冷漠以及不尊重，雖然在庭上承認有關被指控事實，並表示後悔，但其在庭上表現十分冷漠，同時沒有對死者家屬作出道歉和賠償，綜合考慮案中查明的事實和情節，以及由此而反映出來疑兇的人格，因此維持原判。

## 備註
1. ↑  「換錢黨」是指一些拿著大量港幣現金，在中國大陸辦理POS機以及下載微信、支付寶，爲賭客兌換港幣現金賺取差價的人員